# Pavel Telička

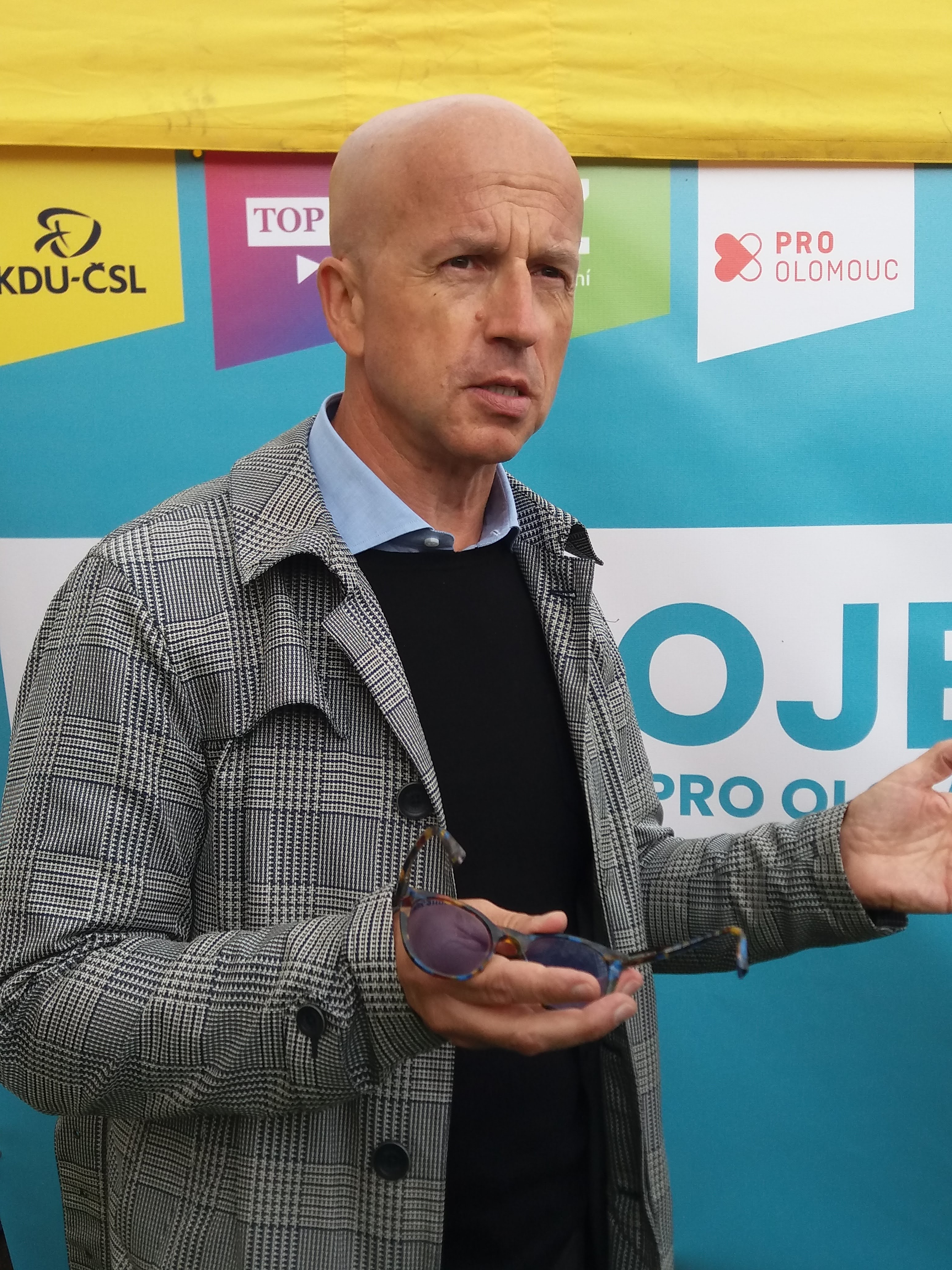
Pavel Telička, 2020

Pavel Telička [ˈpavɛl ˈtɛlitʃka] (* 24. August 1965 in Washington, D.C., USA) ist ein tschechischer Politiker der Partei HLAS und ehemaliger EU-Kommissar.

## Leben
Telička erhielt 1986 seinen Abschluss in Rechtswissenschaften an der Karls-Universität Prag.
Sofort ging er in das Außenministerium der damaligen Tschechoslowakei, wo er sich bis 1990 mit internationalem Recht befasste. Seit 1990 beschäftigt er sich hauptsächlich mit der europäischen Einigung. Zwischen 1991 und 1995 war er an der tschechoslowakischen und später tschechischen Vertretung bei der Europäischen Union.
Von 1995 an war Telička Leiter verschiedener Abteilungen im Außenministerium und wurde 1998 stellvertretender Außenminister. In diesem Amt war er Chefunterhändler bei den Beitrittsverhandlungen zwischen Tschechien und der EU. 1999 wurde er Staatssekretär für europäische Angelegenheiten. 2002 wurde Telička Botschafter der Tschechischen Republik bei den Europäischen Gemeinschaften.
Im Februar 2004 wurde er zum EU-Kommissar bestimmt. Am 1. Mai wurde er ins Amt eingeführt, zusammen mit David Byrne war er für Verbraucherschutz zuständig. Da er in der neuen Kommission kein Amt mehr erhielt, endete seine Amtszeit im November 2004.
Im August 2013 schloss er sich der Partei ANO 2011 an.
Bei der Europawahl 2014 wurde er für fünf Jahre in das Europäische Parlament gewählt.
Im Oktober 2017 verließ er die Partei ANO 2011.
Im Februar 2019 gab er bekannt, eine neue politische Partei namens HLAS zu gründen, mit der er bei der Europawahl 2019 antreten werde; die Partei erreichte jedoch nicht die notwendige Anzahl an Stimmen um in das Parlament einzuziehen. Im Juni 2019 wurde er zum ersten Vorsitzenden der Partei HLAS gewählt.
Telička hat sich auch als Redner in europäischen Angelegenheiten einen Namen gemacht. Außerdem arbeitet er in sozialen Projekten mit.
Pavel Telička ist verheiratet und hat einen Sohn und eine Tochter.